# Дато Чхартішвілі
Дато Чхартішвілі (груз. დათო ჩხარტიშვილი; нар. 27 вересня 1996) — грузинський борець греко-римського стилю, бронзовий призер чемпіонату Європи.

## Життєпис
У 2016 році став чемпіонаом світу серед юніорів. Того ж року завоював бронзову медаль чемпіонату Європи серед юніорів. У 2017 та 2018 роках ставав бронзовим призером чемпіонатів Європи серед молоді

## Спортивні результати на міжнародних змаганнях

### Виступи на Чемпіонатах світу
| Змагання                        | Збірна | Вагова категорія                 | Місце |
| ------------------------------- | ------ | -------------------------------- | ----- |
| Чемпіонат світу з боротьби 2018 | Грузія | греко-римська боротьба, до 60 кг | 24    |
| Чемпіонат світу з боротьби 2019 | Грузія | греко-римська боротьба, до 60 кг | 30    |

### Виступи на Чемпіонатах Європи
| Змагання                         | Збірна | Вагова категорія                 | Місце  |
| -------------------------------- | ------ | -------------------------------- | ------ |
| Чемпіонат Європи з боротьби 2018 | Грузія | греко-римська боротьба, до 60 кг | Бронза |

### Виступи на Європейських іграх
| Змагання              | Збірна | Вагова категорія                 | Місце  |
| --------------------- | ------ | -------------------------------- | ------ |
| Європейські ігри 2019 | Грузія | греко-римська боротьба, до 60 кг | Бронза |

### Виступи на інших змаганнях
| Змагання                                     | Збірна | Вагова категорія                 | Місце  |
| -------------------------------------------- | ------ | -------------------------------- | ------ |
| Київський Міжнародний турнір з боротьби 2017 | Грузія | греко-римська боротьба, до 66 кг | Бронза |
| Клубний чемпіонат світу з боротьби 2017      | Грузія | команда                          | 4      |
| Київський Міжнародний турнір з боротьби 2018 | Грузія | греко-римська боротьба, до 60 кг | 7      |
| Турнір Дана Колова — Николи Петрова 2018     | Грузія | греко-римська боротьба, до 63 кг | 15     |
| Гран-прі Німеччини з боротьби 2018           | Грузія | греко-римська боротьба, до 63 кг | 8      |
| Меморіал Олега Караваєва 2018                | Грузія | греко-римська боротьба, до 63 кг | 9      |
| Меморіал Кристьяна Палусалу 2019             | Грузія | греко-римська боротьба, до 63 кг | 8      |
| Київський Міжнародний турнір з боротьби 2019 | Грузія | греко-римська боротьба, до 60 кг | 7      |
| Кубок Владислава Пітласинські 2019           | Грузія | греко-римська боротьба, до 63 кг | 5      |

### Виступи на змаганнях молодших вікових груп
| Змагання                                       | Збірна | Вагова категорія                 | Місце  |
| ---------------------------------------------- | ------ | -------------------------------- | ------ |
| Чемпіонат Європи з боротьби серед кадетів 2013 | Грузія | греко-римська боротьба, до 50 кг | 13     |
| Кубок Фрейденфельдса серед юніорів 2013        | Грузія | греко-римська боротьба, до 50 кг | 5      |
| Чемпіонат Європи з боротьби серед юніорів 2016 | Грузія | греко-римська боротьба, до 55 кг | Бронза |
| Чемпіонат світу з боротьби серед юніорів 2016  | Грузія | греко-римська боротьба, до 55 кг | Золото |
| Чемпіонат Європи з боротьби серед молоді 2017  | Грузія | греко-римська боротьба, до 59 кг | Бронза |
| Чемпіонат світу з боротьби серед молоді 2017   | Грузія | греко-римська боротьба, до 59 кг | 10     |
| Чемпіонат Європи з боротьби серед молоді 2018  | Грузія | греко-римська боротьба, до 60 кг | Бронза |
| Чемпіонат світу з боротьби серед молоді 2018   | Грузія | греко-римська боротьба, до 60 кг | 7      |
| Чемпіонат світу з боротьби серед молоді 2019   | Грузія | греко-римська боротьба, до 60 кг | 11     |